# Artigueloutan
Artigueloutan é uma comuna francesa na região administrativa da Nova Aquitânia, no departamento dos Pirenéus Atlânticos. Estende-se por uma área de 8,16 km². Em 2010 a comuna tinha 1 118 habitantes (densidade: 137 hab./km²).